# Pseudosphex caurensis
Pseudosphex caurensis là một loài bướm đêm thuộc phân họ Arctiinae, họ Erebidae.